# 塞龙 (上比利牛斯省)
塞龙（法語：Séron，法語發音：[seʁɔ̃]）是法国上比利牛斯省的一个市镇，位于该省西部，属于塔布区。

## 地理
塞龙（43°19'20"N, 0°5'58"W）面积9.29 平方千米，位于法国奧克西塔尼大區上比利牛斯省，该省份为法国西南部内陆省份，北至热尔省，西接大西洋比利牛斯省，南与西班牙接壤，东临上加龙省。
与塞龙接壤的市镇（或旧市镇、城区）包括：贝代耶、阿斯特、隆比亚、蓬松代巴普特、蓬松代叙、索博勒、埃斯科内特。

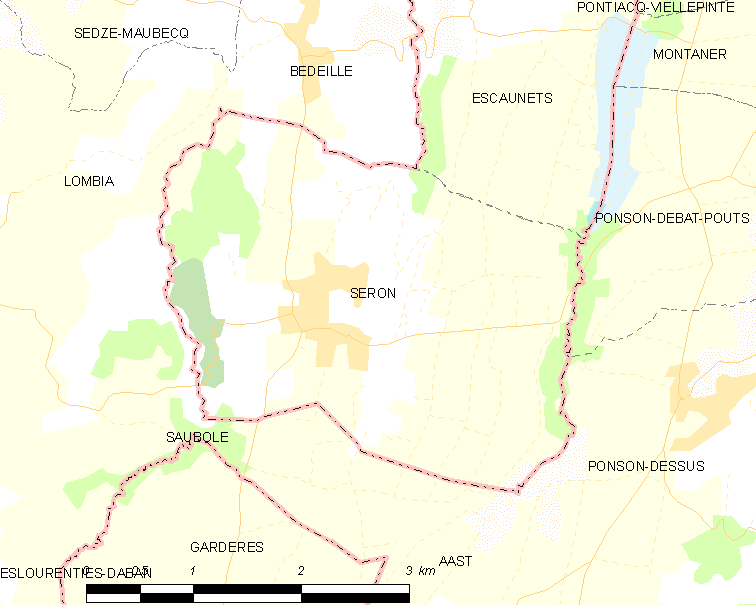
的OSM定位图

塞龙的时区为UTC+01:00、UTC+02:00（夏令时）。

## 行政
塞龙的邮政编码为65320，INSEE市镇编码为65422。

## 政治
塞龙所属的省级选区为奥桑县。

## 人口

1962-2008年间人口变化图示

塞龙于2022年1月1日时的人口数量为331人。